# 1749

## Родени
- 22 февруари – Йохан Форкел, германски композитор
- 23 март – Пиер-Симон Лаплас, френски математик
- 10 април – Конрад Хейер, американски фермер и ветеран
- 28 август – Йохан Волфганг фон Гьоте, немски писател
- 3 ноември – Даниъл Ръдърфорд, английски химик
- 17 декември – Доменико Чимароза, италиански композитор

## Починали
- 26 октомври – Луи-Никола Клерамбо, френски композитор